# ملعب البعث
ملعب كرة قدم سوري تم انشاءه في عام 1980 ويعتبر المعقل الاساسي لنادي جبلة. ويتسع لعشرة الاف متفرج ويقع الملعب في مدينة جبلة.